# Gentiana micans
Gentiana micans är en gentianaväxtart som beskrevs av Charles Baron Clarke. Gentiana micans ingår i släktet gentianor, och familjen gentianaväxter. Inga underarter finns listade i Catalogue of Life.